# Костис Маравеяс
Костѝс Маравѐяс (на гръцки: Κωστής Μαραβέγιας) е гръцки музикант, композитор и текстописец. Свири на акордеон, китара, пиано, орган на Хамънд, и пее на гръцки, италиански, английски и испански. В музиката си съчетава средиземноморски и балкански елементи с джаз и боса нова. Жанрово музиката му се определя като world music и фолк рок.